# Myriam Lignot
Myriam Lignot (* 9. Juli 1975 in Laon) ist eine ehemalige französische Synchronschwimmerin.

## Erfolge
Myriam Lignot gewann ihre erste internationale Medaille bei den Europameisterschaften 1989 in Bonn, als sie mit der Mannschaft sogleich Europameisterin wurde. 1991 in Athen und 1993 in Sheffield belegte sie mit der Mannschaft bei den Europameisterschaften jeweils Rang zwei. Gleich zwei Silbermedaillen gewann Lignot bei den 1995 in Wien: sowohl mit der Mannschaft als auch im Duett mit Marianne Aeschbacher wurde sie lediglich von den Starterinnen aus Russland geschlagen. Ein Jahr darauf trat Lignot bei den Olympischen Spielen in Atlanta an. Im Mannschaftswettkampf sicherten sich die Mannschaften der Vereinigten Staaten, Japans und Kanadas die Medaillen, während die Französinnen um Lignot Platz fünf belegten. 1997 sicherte sie sich bei den Europameisterschaften in Sevilla wie schon 1995 sowohl im Duett mit Virginie Dedieu als auch mit der Mannschaft die Silbermedaille. Diesen Erfolg wiederholte sie bei den Europameisterschaften 1999 in Istanbul und beinahe auch bei den Europameisterschaften 2000 in Helsinki. In Helsinki schloss sie die Wettkämpfe im Duett mit Dedieu zum dritten Mal in Folge auf Rang zwei ab, mit der Mannschaft wurde sie dieses Mal Dritte. Dazwischen hatte sie bei den Weltmeisterschaften 1998 in Perth im Duett mit Dedieu den dritten Platz belegt.
In Sydney folgte im Jahr 2000 Lignots zweite Olympiateilnahme. Hinter Russland, Japan und Kanada verpassten die Französinnen in der Mannschaftskonkurrenz als Vierte knapp einen Medaillengewinn. Im Duett gelang Lignot dagegen mit Virginie Dedieu eine Podestplatzierung. Sowohl in der Qualifikation als auch im Finale wurden sie nur von den beiden Russinnen Olga Brusnikina und Marija Kisseljowa, die Olympiasiegerinnen wurden, und den Japanerinnen Miya Tachibana und Miho Takeda übertroffen, womit Lignot und Dedieu die Bronzemedaille erhielten. Nach den Spielen beendete Lignot ihre Karriere.